# Dendroprionomys rousseloti
Genre
Espèce
Statut de conservation UICN

 DD  : Données insuffisantes
Dendroprionomys rousseloti est une espèce de rongeurs de la famille des Nesomyidae, la seule du genre Dendroprionomys.

## Répartition
Cette espèce est endémique du Congo-Brazzaville.

## Publication originale
- Petter, 1966 : Dendroprionomys rousseloti gen. nov., sp. nov., rongeur nouveau du Congo (Cricetidae, Dendromurinae). Mammalia, vol. 30, p. 129-137.